# Ceanothus mendocinensis
Ceanothus mendocinensis är en brakvedsväxtart som beskrevs av Mcminn. Ceanothus mendocinensis ingår i släktet Ceanothus och familjen brakvedsväxter. Inga underarter finns listade i Catalogue of Life.